# 穴形纹胸鮡
穴形纹胸鮡（学名：Glyptothorax cavia）为輻鰭魚綱鯰形目鮡科纹胸鮡属的鱼类。在中国，分布于大盈江、龙川江、怒江等，並分布於印度、巴基斯坦、尼泊爾、孟加拉、緬甸淡水流域，體長可達28公分。该物种的模式产地在印度。